# Portugiesisch-tschadische Beziehungen
Die portugiesisch-tschadischen Beziehungen beschreiben das zwischenstaatliche Verhältnis von Portugal und dem Tschad. Seit 1977 unterhalten die Länder direkte diplomatische Beziehungen.
Die Beziehungen sind unbelastet, aber vergleichsweise schwach entwickelt. Wichtigster Berührungspunkt war zuletzt die portugiesische Beteiligung an der europäischen Militärmission EUFOR Tchad/RCA im Tschad zwischen März 2008 und März 2009.
Im Jahr 2017 waren 5 Staatsbürger des Tschad in Portugal gemeldet, 2009 waren 9 Portugiesen konsularisch im Tschad gemeldet, Militärangehörige nicht mitgerechnet.

## Geschichte
Erst nach dem Ende des kolonialen Estado Novo-Regimes in Portugal durch die Nelkenrevolution 1974 näherten sich der 1960 von Frankreich unabhängig gewordene Tschad und das nunmehr demokratische Portugal an. Am 4. April 1977 richteten sie direkte diplomatische Beziehungen ein.
Am 23. Dezember 1996 doppelakkreditierte sich Filipe Orlando Albuquerque, portugiesischer Vertreter in Nigeria, als erster Botschafter Portugals im Tschad.
Im März 2008 begann die europäische Mission im Tschad, an der sich die Portugiesische Luftwaffe in einer ersten Mission in den ersten zwei Monaten mit einem Transportflugzeug C-130 und 30 Soldaten beteiligte. Zuvor war der Bürgerkrieg im Tschad erneut eskaliert. Anfang Februar wurden in dem Zusammenhang fünf portugiesische Staatsbürger über Paris zurück nach Portugal ausgeflogen.
Auch zivilgesellschaftliche Akteure aus Portugal sind im Tschad aktiv. So kam die portugiesische Hilfsorganisation Assistência Médica Internacional (AMI) erstmals 2004 in das Land, um Flüchtlinge aus Darfur zu betreuen. Seit April 2013 ist die Unterstützung des Krankenhauses von Dono Manga im südtschadischen Département Tandjilé Est (Provinz Tandjilé) das Hauptprojekt der AMI im Tschad, die dort medizinische Projekte durchführt und das Krankenhaus zu knapp der Hälfte auch finanziert. Auch über kirchliche Organisation wie dem Jesuiten-Flüchtlingsdienst JRS kommen weiter Helfer aus Portugal in den Tschad, vor allem zur Unterstützung der sudanesischen Flüchtlinge dort.

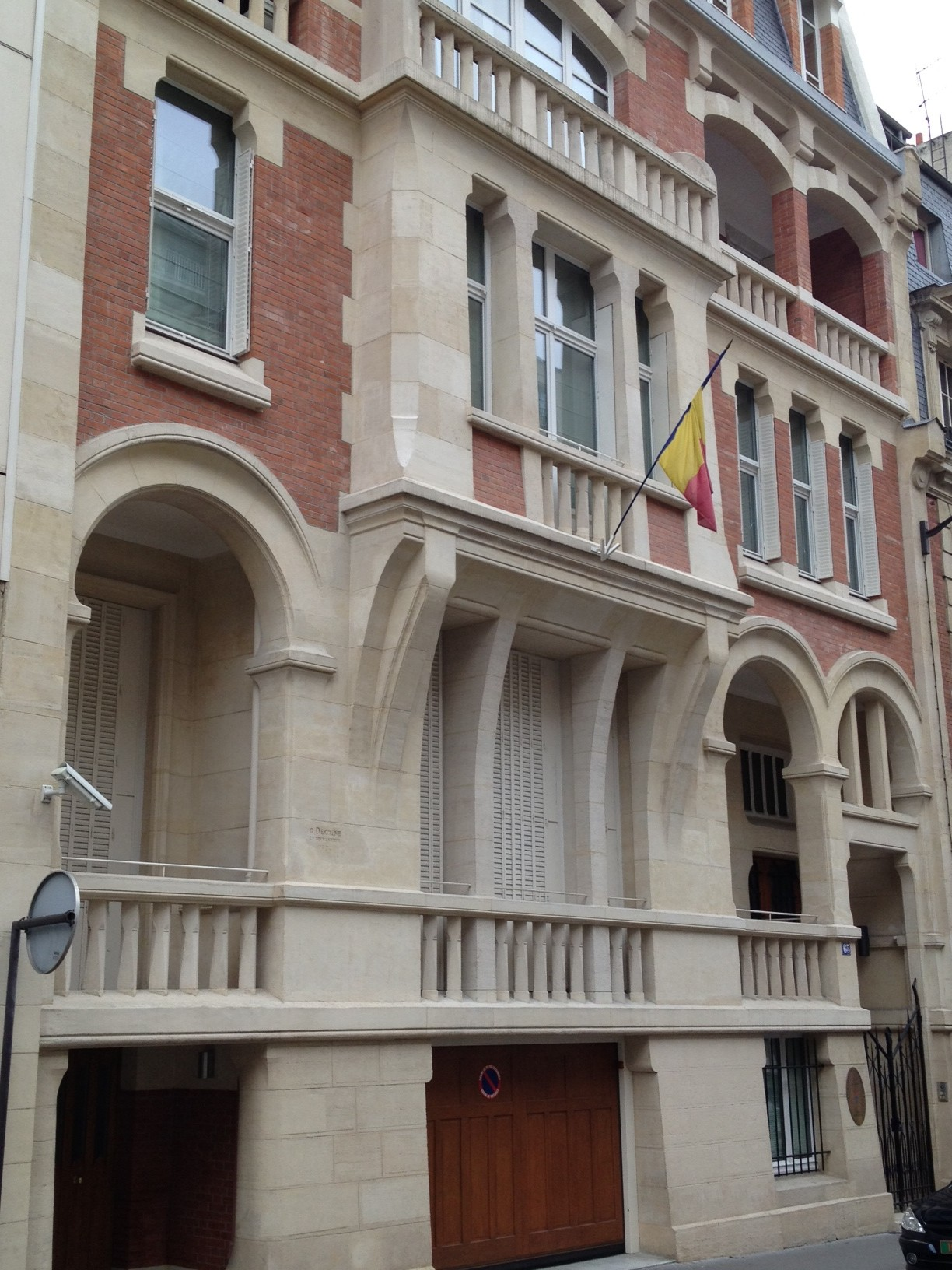
Die Botschaft des Tschad in Paris; sie ist auch für Portugal zuständig

## Diplomatie
Portugal unterhält keine eigene Botschaft im Tschad, das Land gehört zum Amtsbezirk der portugiesischen Botschaft in der nigerianischen Hauptstadt Abuja. In der tschadischen Hauptstadt N’Djamena besteht ein portugiesisches Honorarkonsulat.
Der Tschad hat ebenfalls keine eigene Botschaft in Portugal, zuständig ist die tschadische Vertretung in Paris. Konsulate führt der Tschad in Portugal nicht.

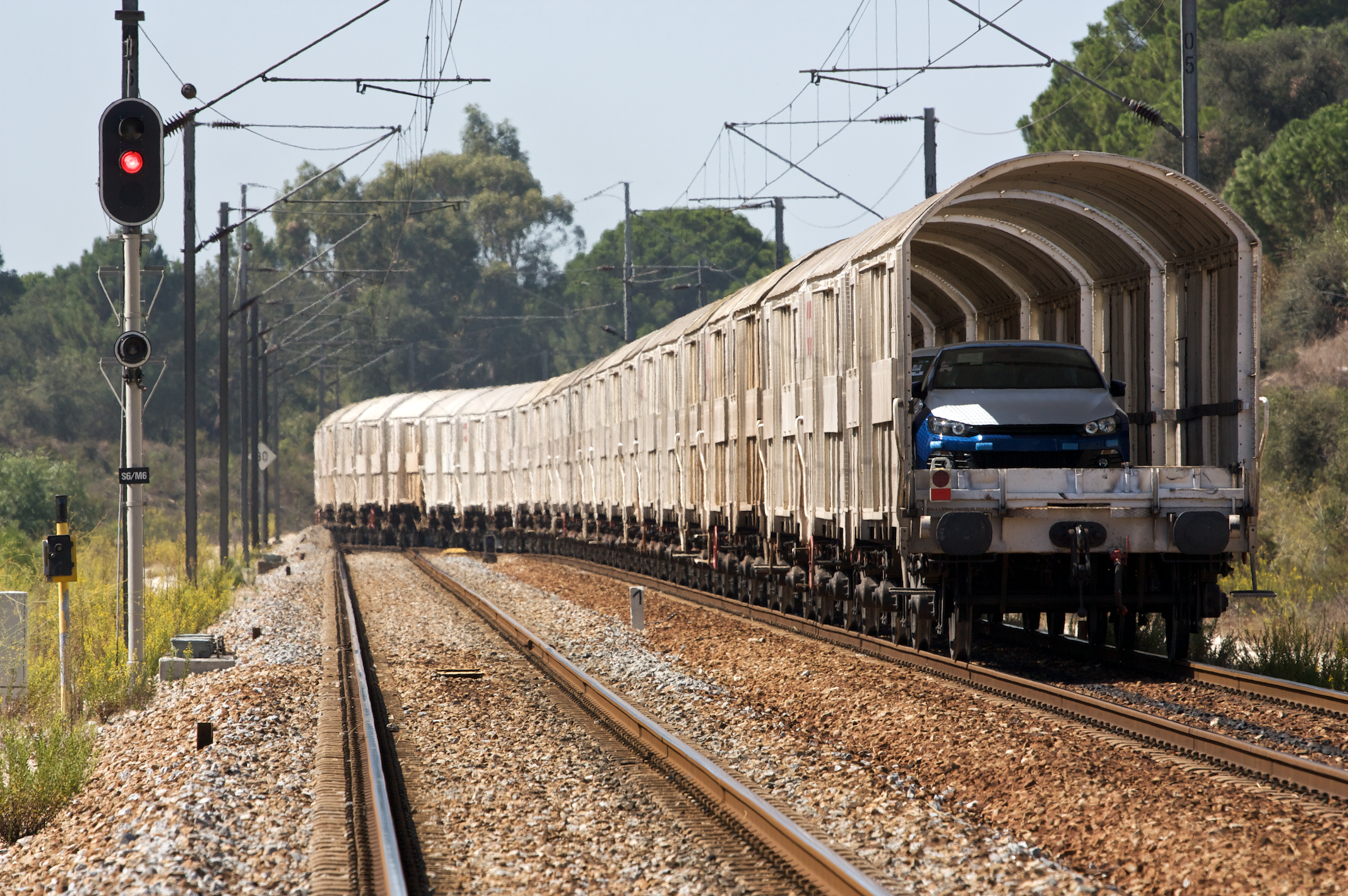
Fahrzeuge aus der Autoeuropa-Fabrik: Fahrzeuge und Fahrzeugteile sind das wichtigste Einzelexportgut Portugals in den Tschad

## Wirtschaft
Die portugiesische Außenhandelskammer AICEP unterhält keine Niederlassung im Tschad, zuständig ist das AICEP-Büro in der nigerianischen Hauptstadt Abuja.
Im Jahr 2017 exportierte Portugal Waren im Wert von 1,191 Mio. Euro in den Tschad (2016: 2,632 Mio.; 2015: 3,346 Mio.; 2014: 3,380 Mio.; 2013: 3,687 Mio.), davon 45,8 % Fahrzeuge und Fahrzeugteile, 22,1 % Metallwaren, 17,2 % Maschinen und Geräte, 6,0 % Minerale und Erze, 2,7 % Optik- und Präzisionsgeräte und 2,6 % Holz und Kork.
Im gleichen Zeitraum lieferte der Tschad Waren im Wert von 6,426 Mio. Euro an Portugal (2016: 5,456 Mio.; 2015: 5,108 Mio.; 2014: 4,502 Mio.; 2013: 5,412 Mio.), davon 98,2 % Roh-Baumwolle und 1,1 % Maschinen und Geräte.
Damit stand der Tschad für den portugiesischen Außenhandel an 160. Stelle als Abnehmer und an 90. als Lieferant, für den tschadischen Außenhandel rangierte Portugal damit an 12. Stelle als Abnehmer und an 25. Stelle als Lieferant.

## Sport
Die Portugiesische Fußballnationalmannschaft und die Tschadische Auswahl haben bisher noch nicht gegeneinander gespielt, auch die portugiesische und die tschadische Frauen-Nationalmannschaften trafen bisher noch nicht aufeinander (Stand März 2022).
Die tschadische Leichtathletin Kaltouma Nadjina lief am 10. März 2001 in Lissabon neuen tschadischen Rekord über 400 Meter.